# Göttinger Wald
Göttinger Wald (z niem. Las Getyński) – zalesione pasmo wzgórz w Dolnej Saksonii odgraniczające od wschodu Getyngę i Bovenden. Od północy i północnego wschodu ich kontynuacją jest pasmo wzgórz Nörtener Wald, od południa i południowego wschodu Reinhäuser Wald, a razem tworzą jeden region fizycznogeograficzny Göttingen-Northeimer Wald (z niem. „Las Getyńsko-Northeimski”) będący częścią Średniogórza Niemieckiego. Od zachodu ogranicza je rów tektoniczny Leinegraben. Najwyższym szczytem jest Mackenröder Spitze (427 m n.p.m.), a przewyższenia potrafią przekroczyć 200 metrów. Göttinger Wald jest zbudowany z wapieni muszlowych, a porośnięty rozległymi buczynami. Na jego terenie powołano trzy rezerwaty przyrody o łącznej powierzchni ponad 20 km²: „Göttinger Wald” (733 ha), „Stadtwald Göttingen und Kerstlingeröder Feld” (1193 ha) oraz „Bratental” (115 ha).
Göttinger Wald jest popularnym obszarem rekreacji mieszczan Getyngi i sąsiednich miejscowości. Posiada gęstą sieć szlaków turystycznych, na jego wzniesieniach znajdują się też atrakcje turystyczne takie jak punkty i wieże widokowe, zagrody dla zwierząt, obserwatorium astronomiczne, ścieżki dydaktyczne, średniowieczne fortyfikacje z zamkiem Plesse na czele i in.